# Tain-l'Hermitage
Tain-l'Hermitage je naselje in občina v jugovzhodnem francoskem departmaju Drôme regije Rona-Alpe. Leta 2007 je naselje imelo 5.917 prebivalcev.

## Geografija
Kraj leži v pokrajini Daufineji ob reki Roni, 18 km severno od Valence.

## Uprava
Tain-l'Hermitage je sedež istoimenskega kantona, v katerega so poleg njegove vključene še občine Beaumont-Monteux, Chanos-Curson, Chantemerle-les-Blés, Crozes-Hermitage, Érôme, Gervans, Granges-les-Beaumont, Larnage, Mercurol, Pont-de-l'Isère, La Roche-de-Glun, Serves-sur-Rhône in Veaunes z 21.224 prebivalci.
Kanton Tain-l'Hermitage je sestavni del okrožja Valence.

## Zanimivosti
- cerkev sv. Vincenca;

## Pobratena mesta
- Erba (Lombardija, Italija),
- Fellbach (Baden-Württemberg, Nemčija).